# Embalse de Kamianské
El embalse de Kamianské (ucraniano, Кам'янське водосховище, Kam'yans'ke vodoskhovyshche) es un embalse ubicado en el río Dniéper en Ucrania. Se llama así por la ciudad de Kamianské, abarca una superficie toal de 567 kilómetros cuadrados dentro del óblast de Dnipropetrovsk. Se formó en 1963-1965. El embalse es usado principalmente para generar energía hidroeléctrica, el transporte, las piscifactorías y el consumo humano.
El embalse tiene 114 km de largo, 5 km de ancho (8 km máximo), una profundidad de 15 metros y un volumen de 2,45 km³. En el invierno, el embalse se congela.
Los puertos de Kremenchuk y el complejo de enriquecimiento de mineral del Dniéper en Horishni Plavni se encuentran en el embalse. La central hidroeléctrica Dniprodzerzhynsk, construida durante 1956–1965, también se encuentra en el embalse.